# Krista Kiuru
Krista Kiuru, née le 5 août 1974 à Pori, est une femme politique finlandaise, membre du Parti social-démocrate (SDP).

## Biographie

### Jeunesse et débuts en politique
En 2001, elle est élue au conseil municipal de Pori et au conseil régional de Satakunta. Elle intègre le bureau de l'assemblée régionale en 2005.

### Ascension au niveau national
À l'occasion des élections législatives de 2007, elle est élue députée sociale-démocrate de la circonscription du Satakunta à la Diète nationale, quittant l'année suivante ses fonctions régionales. Devenue présidente du conseil municipal de Pori en 2009, elle est désignée vice-président du conseil du Parti social-démocrate en 2010.

### Ministre
Le 22 juin 2011, à 36 ans, elle intègre le gouvernement formé par le nouveau Premier ministre conservateur Jyrki Katainen, au poste de ministre du Logement et des Communications. Elle ne se représente pas aux élections locales de 2012, devenant cette même année première vice-présidente du SDP. Lors du remaniement ministériel du 24 mai 2013, Krista Kiuru est nommée ministre de l'Éducation et de la Science. Son portefeuille s'élargit aux Communications avec le remaniement du 4 avril 2014.
Le 6 juin 2019, elle est nommée ministre de la Famille et des Services sociaux dans le gouvernement d'Antti Rinne et le demeure dans celui de Sanna Marin jusqu'au 4 février 2022. Elle exerce de nouveau cette fonction entre le 6 octobre 2022 et le 20 juin 2023.